# Rohrau an der Leitha
Rohrau (în germană Marktgemeinde Rohrau) este un oraș-târg cu 1.670 de locuitori (la 1 ianuarie 2024) în districtul Bruck an der Leitha din landul Austria Inferioară, Austria. Rohrau este locul de naștere al compozitorului austriac Joseph Haydn și al fraților săi, Johann Evangelist și Michael. Numele provine din două cuvinte germane: Rohr („stuf”) și Au („pădure riverană”). La sud de sat se află o pădure riverană și o mlaștină acoperită cu stuf.

## Geografie
Rohrau este situat în zona industrializată din Austria Inferioară. Cea mai importantă apă curgătoare este Leitha, al cărui curs superior formează granița de sud. Suprafața municipiului se întinde pe 20,51 kilometri pătrați. Dintre acestea, 76 la sută sunt terenuri agricole și 9 la sută sunt împădurite.
Rohrau este împărțit în următoarele Katastralgemeinden:
- Rohrau
- Gerhaus
- Hollern
- Pachfurth

La 1 ianuarie 1971, ca parte a reformei structurii municipale din Austria Inferioară, municipalitatea anterior independentă Gerhaus a fost încorporată în Rohrau, urmată de alte municipalități independente — Hollern și Pachfurth — la 1 ianuarie 1972. 

## Istorie
În perioada preromană, teritoriul orașului aparținea regatului celtic Noricum. În epoca romană, zona făcea parte din provincia romană Pannonia Superior; Rohrau este aproape de Carnuntum, o fostă tabără militară romană, aproape de satul Petronell-Carnuntum. Rohrau s-a dezvoltat de-a lungul unui drum vechi de lângă râul Leitha care leagă Carnuntum de podul care traversează râul la Bruck an der Leitha, actuala capitală a districtului.
În Evul Mediu s-a construit un castel, înconjurat de un șanț de apărare; mai târziu a fost transformat într-un castel. Fațada acestuia, așa cum se vede astăzi, este în „stilul Josephinian”, un stil baroc târziu și foarte rar, care a fost folosit doar în timpul domniei împăratului Iosif al II-lea la sfârșitul secolului al XVIII-lea. Castelul Schloss Rohrau este deținut de conții de Harrach și descendenții lor din 1524 și conține cea mai mare colecție privată de picturi în ulei olandeze din Austria.
În secolul al XVI-lea, Rohrau a primit dreptul de a ține târg, devenind astfel oraș-târg.
La începutul secolului al XVIII-lea, orașul a fost afectat de atacurile curuților, descriși de Geiringer drept „armata țărănească a partidei anti-habsburgice maghiare”. În 1704, au prădat orașul și au ars case, revenind să facă același lucru în 1706; un alt atac a avut loc în 1707. Un locuitor care și-a pierdut casa din cauza incendierilor din 1704, și din 1706 a fost Lorenz Koller (născut în 1675), care a fost Marktrichter („șef de târg”) al orașului și bunicul lui Joseph Haydn din partea mamei.